# یواس‌اس وواتوسا (وای‌تی‌بی-۷۷۵)
یواس‌اس وواتوسا (وای‌تی‌بی-۷۷۵) (به انگلیسی: USS Wauwatosa (YTB-775)) یک کشتی بود که طول آن ۱۰۹ فوت (۳۳ متر) بود. این کشتی در سال ۱۹۶۵ ساخته شد.